# 布蘭奇波特 (紐約州)
布蘭奇波特（英語：Branchport）是位於美國紐約州耶芝縣的非建制地區。

## 歷史
布蘭奇波特的郵局自1834年營運至今。

## 地理
布蘭奇波特所處的海拔為高於海平面226米（即741英呎），而該地所採用的時區為UTC-5，即北美东部时区（EST）。同時該地設有夏令時間，為UTC-5調快一小時，即UTC-4（EDT）。